# Азановське сільське поселення
Аза́новське сільське поселення (рос. Азановское сельское поселение) — муніципальне утворення у складі Медведевського району Марій Ел, Росія. Адміністративний центр — село Азаново.

## Населення
Населення — 1913 осіб (2019, 2075 у 2010, 2083 у 2002).

## Склад
До складу поселення входять такі населені пункти:
| Населений пункт       | Населення, осіб (2002) | Населення, осіб (2010) |
| --------------------- | ---------------------- | ---------------------- |
| Азаново, село         | 1777                   | 1764                   |
| Бахтіарово, присілок  | 42                     | 34                     |
| Виползово, присілок   | 9                      | 4                      |
| Кельмекеєво, присілок | 6                      | 4                      |
| Ключева, присілок     | 9                      | 17                     |
| Нердашево, присілок   | 56                     | 57                     |
| Пайгішево, присілок   | 0                      | 1                      |
| Петриково, присілок   | 22                     | 32                     |
| Петяково, присілок    | 102                    | 400                    |
| Яндушево, присілок    | 60                     | 62                     |